# RSK山陽放送
RSK山陽放送株式会社（アールエスケーさんようほうそう、RSK Sanyo Broadcasting Co., Ltd.）は、岡山県を放送対象地域とした中波放送（AM放送）事業と、岡山県と香川県を放送対象地域としたテレビジョン放送事業を兼営している特定地上基幹放送事業者。RSKホールディングスの連結子会社である。本社は岡山県岡山市北区。
社名の「RSK」は、1953年から1961年までの間使用していた愛称「ラジオ山陽」（Radio Sanyo K.K.） に由来する。
TBSテレビ（JNN）系列。テレビは岡山県と香川県の2県を対象としているため、準広域放送と呼ばれることもあるが、総務省令放送法施行規則別表第5号（注）9にある通り、法令上は県域放送である。また、地上波Gガイドの岡山・香川地区のホスト局である。

## 会社概要
親会社である RSKホールディングスの筆頭株主は岡山県で、山陽新聞社・クラレ・岡山市・天満屋・倉敷紡績などが主要株主。系列新聞は山陽新聞。ニュース名称はテレビが「RSKニュース」、ラジオが「山陽新聞ニュース」。新聞のラテ欄の局名クレジットはこれまで「山陽テレビ」と記載されていたが、2012年9月12日に改称され、同日より「RSKテレビ」と記載されている。ラジオで局名告知の際は「こちらは岡山のRSK山陽放送です。」という。
TBS系列局（JNN）の中では、東北放送（TBC）、静岡放送（SBS）、中国放送（RCC）とならびJNN基幹局（五社連盟）に次ぐ有力な局（準基幹局）とされている。かつては、本放送局からJNNカイロ支局（現在は閉鎖）へ記者が派遣をされていた。
長期取材による調査報道やドキュメンタリー制作では、香川県豊島の産廃不法投棄事件をスクープした実績を持つ。また毎年6月に全国放送のネット番組を放送している。
創立50周年を迎えた2003年から、毎年10月 - 翌年3月の間、テロや災害で苦しむ世界の子供達を救済すると共に、学校や職場、家庭や地域で、「命の尊さ」「平和」について考えるテレビ・ラジオ統一キャンペーン「救え!戦場のこどもたち」を実施している。2006年度からは、これまでの国際貢献に加えて、子供達を地域の人たちで守るためのシステム作り、安全・安心のまち作りを呼びかける内容にし、キャンペーンタイトルも「Peace For The Children〜地域、そして戦場の〜」に変更した。
讃岐うどんブーム火付け役の一人「I原D（＝ディレクター）」は、香川県出身の社員。自社制作番組『VOICE21』で讃岐うどんを幾度となく紹介し、ブームを盛り上げた。自らも番組によく出演している。
芸術家岡本太郎の陶板レリーフ「躍進」を保有しており、現在は2020年に竣工した新社屋「RSKイノベイティブ・メディアセンター」の玄関横に設置している。元々は1972年の山陽新幹線の岡山駅開業にあわせて岡本に制作を依頼したもので、長年岡山駅の顔として親しまれていた。
後述の通り、2019年に大都市圏以外の民放では初めての持株会社体制に移行した。放送業務は分割準備会社に移行し社名も現在のRSK山陽放送に変更した。英文略称と従来からある社名を組み合わせた社名は西日本の民放では初めてだった。このような社名はIBC岩手放送（TBS系、JNN、ラジオはJRN、NRN）とNST新潟総合テレビ（フジテレビ系、FNN・FNS）にもある。なお、RKB毎日放送（TBS系、JNN、ラジオはJRN）はラジオ九州と西部毎日テレビジョンが合併したものでRKBはラジオ九州の略称だった。また、TVQ九州放送（テレビ東京系、TXN）はティー・エックス・エヌ九州から社名変更したもので、TVQは開局当初からの略称だった。このほか、KBS京都（独立局、ラジオはNRN）は京都放送の愛称名でKBSは旧社名である近畿放送の略称でもある。

### 新社屋建設から移転へ
山陽放送は2017年に岡山市北区天神町の市立岡山後楽館中学校・高等学校跡地の民間への売却先を決める公募型プロポーザルに応募し、外部有識者を交えたヒアリングの結果を経て、岡山市からの優先交渉権者に選ばれた ことから、旧後楽館中・高跡地に新社屋を建設することを決めた。
規模は地上5階・地下1階建。延床面積は約1万1000平方m。設計は日建設計。施工者は清水建設・大本組・荒木組の共同企業体が請け負った。2018年12月に着工し、2020年7月22日に竣工。業務開始は2021年6月6日で、テレビも同日から運用開始した。なお、後述の多目的ホールは2020年10月より先行で開業している。
新社屋である「RSKイノベイティブ・メディアセンター」には、テレビ・ラジオのスタジオの他に、カフェ・レストランを併設する他、1階には能舞台を備えた多目的ホール「能楽堂ホールtenjin9」（最大250人収容）を新設し、伝統芸能をはじめ、演奏会、講演会などに利用する。なお、放送局内に能舞台を常設するのはRSK山陽放送が全国初である。同局では、今回の新社屋建設を機に、「文化芸術ゾーンと調和した開かれた放送局」として、活動のさらなる発展的継続と革新を目指すイノベーティブ・メディアセンターをつくるとする。
このうち、テレビのニューススタジオは建築家の隈研吾がデザインを手掛けており、岡山の豊かな森林をイメージし、国産スギとヒノキの丸太を半分に割って壁材にするほか、緑と茶色のカーペットでこけむした地面を表現している。
岡山市北区丸の内2-1-3の旧社屋は「丸の内オフィス」に転換され、ラジオ放送部門を統括するラジオ局とラジオマスター及び親会社のRSKホールディングスが共々残留していたが、2023年（令和5年）4月10日よりラジオ局とラジオマスターがイノベイティブ・メディアセンターに移転、これによりテレビ・ラジオともに全面移転が完了した。

### キャッチフレーズとキャラクター
イメージキャラクターは、1998年6月から「RSK」の各文字をキャラクター化した3匹の妖精「プルルン」が使用されていたが、2006年4月をもって使用を取り止め、同年6月から新キャラクター「アレすけ」（名前の「アレすけ」はRSKをもじった名前）と「ろくたん」（同年12月までは名前が明かされていなかった。テレビ型のサブキャラクターで耳が山陽放送の地上デジタル放送のリモコンキーIDである「6」の形になっている。名前の方もここから命名）が登場した。また、同局のメールマガジンのキャラクターに「アットちゃん」がいる。
またラジオでは2008年10月から「ラジオ戦隊キクンジャー」なるキャラクターが登場。五人組で全員アナウンサーが声を担当している。
2008年ラジオ開局55周年とテレビ開局50周年にあたるため、「（岡山・香川の）地元のテレビ、地元のラジオ」を意味する記念キャッチフレーズ「ジモTV、ジモRa。RSK」（ジモティービー、ジモラ。アールエスケイ：コピーライターは松本考史）を、テレビの開局記念日である2008年6月 - 11月頃に使用した。
2011年10月1日からは「もっと、ずっとRSK」が使用され、途中、2013年4月1日から約1年間は「ありがとう60年 もっと、ずっとRSK」のキャッチフレーズ（RSK創立60周年記念キャッチフレーズ）が使用された。
かつては岡山市の旭川沿い、山陽新幹線の鉄橋近くにある、関連会社「山陽映画」（現：RSKプロビジョン）のビルの屋上に、「Refined Program・Speedy News・Key of Okayama」と、「RSK」の頭文字が記された同社の広告が設置されていた。

## 本社・支社所在地
- 本社（RSKイノベイティブ・メディアセンター）
岡山県岡山市北区天神町9番24号

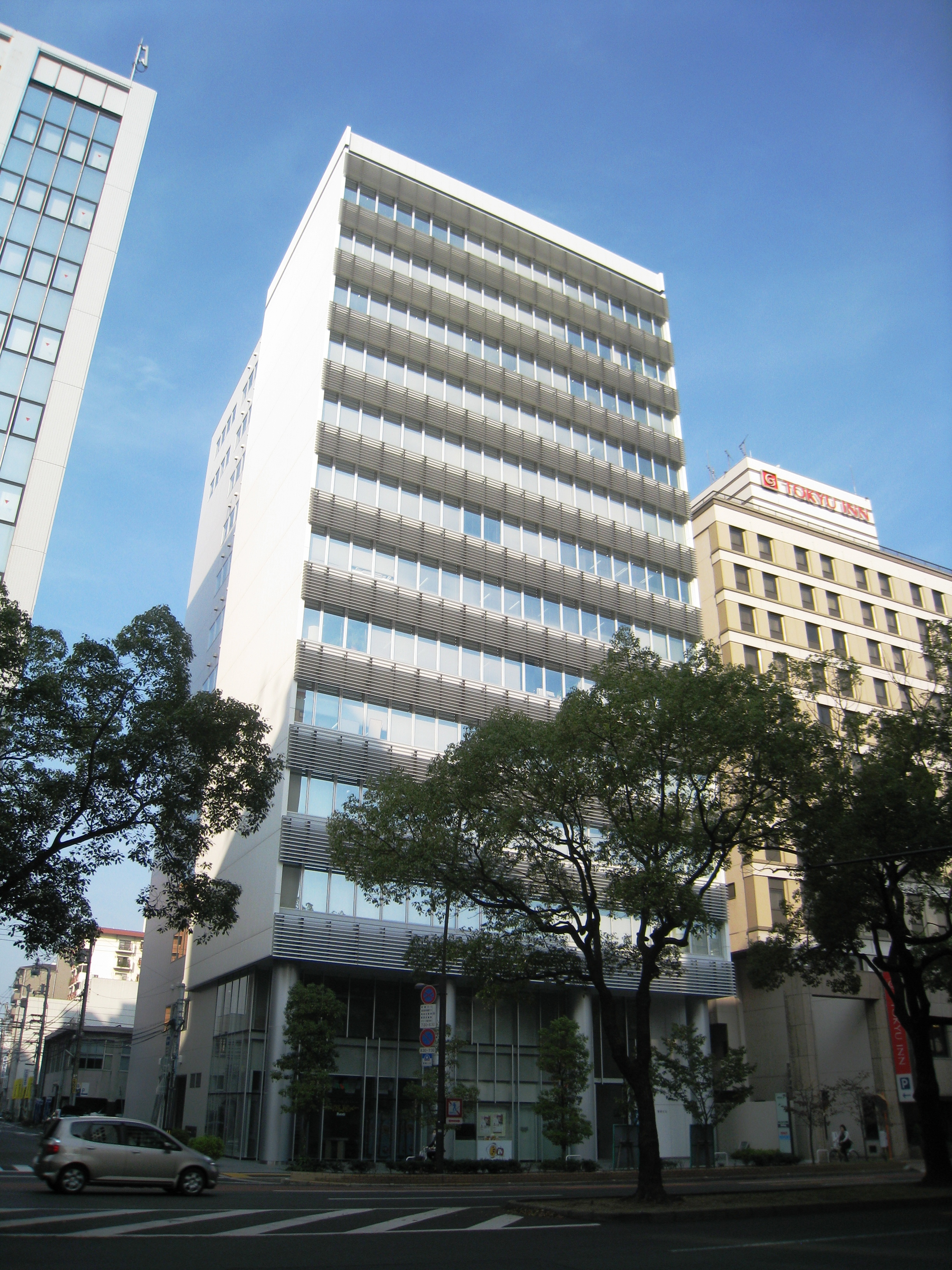
四国支社
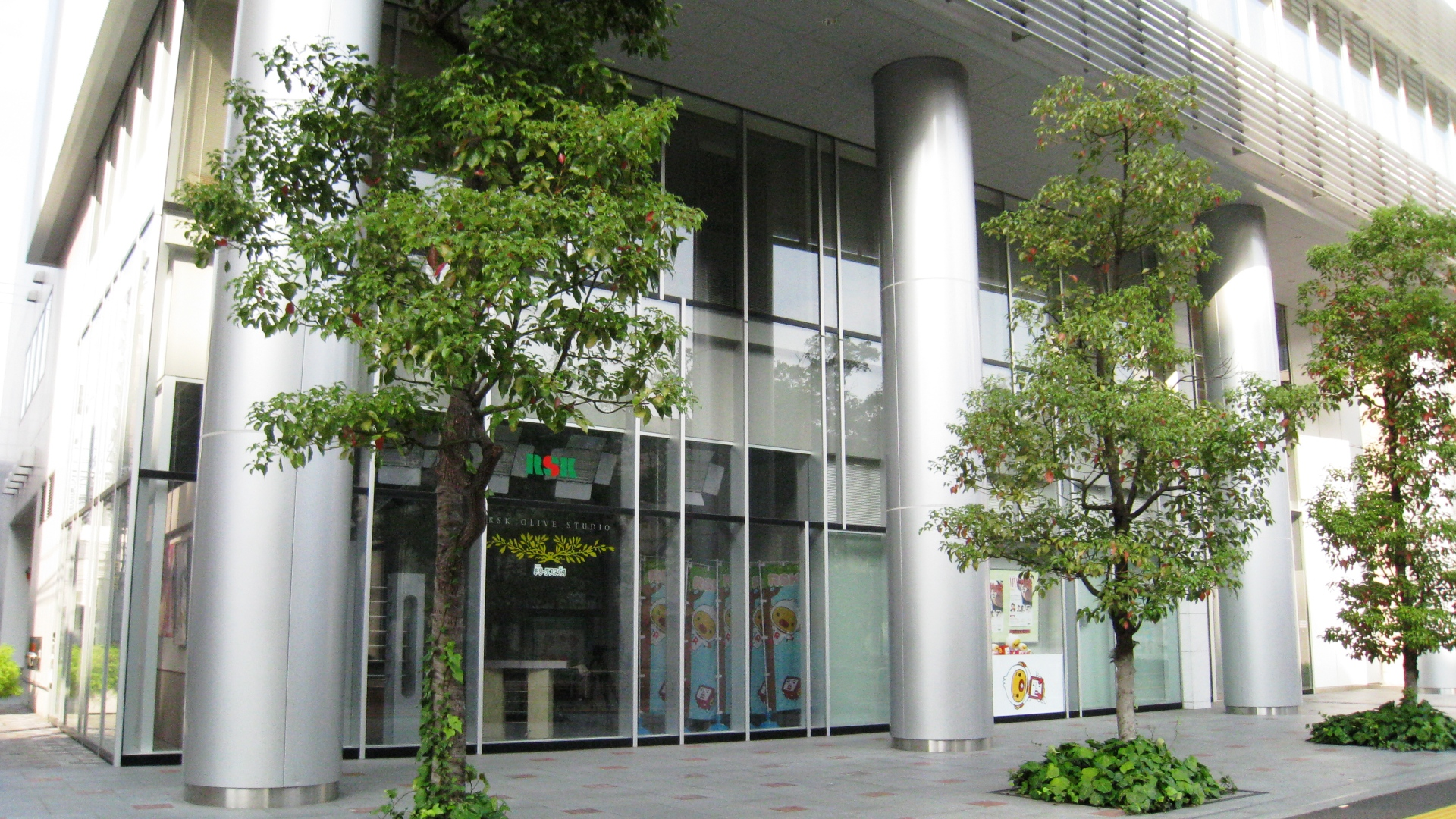
RSKおりーぶスタジオ
香川県高松市古新町3番地1 東明ビル1階・2階
- 東京支社
東京都中央区銀座五丁目14番1号 銀座クイントビル5階
- 大阪支社
大阪府大阪市中央区北浜三丁目1番21号 松崎ビル9階
- 広島支社
広島県広島市中区八丁堀15番6号 広島ちゅうぎんビル4階[注 6]
- 倉敷支局
岡山県倉敷市白楽町538番地の2 RSKくらしきビル1階
- 津山支局
岡山県津山市山北470番地1 山陽新聞津山支社ビル2階
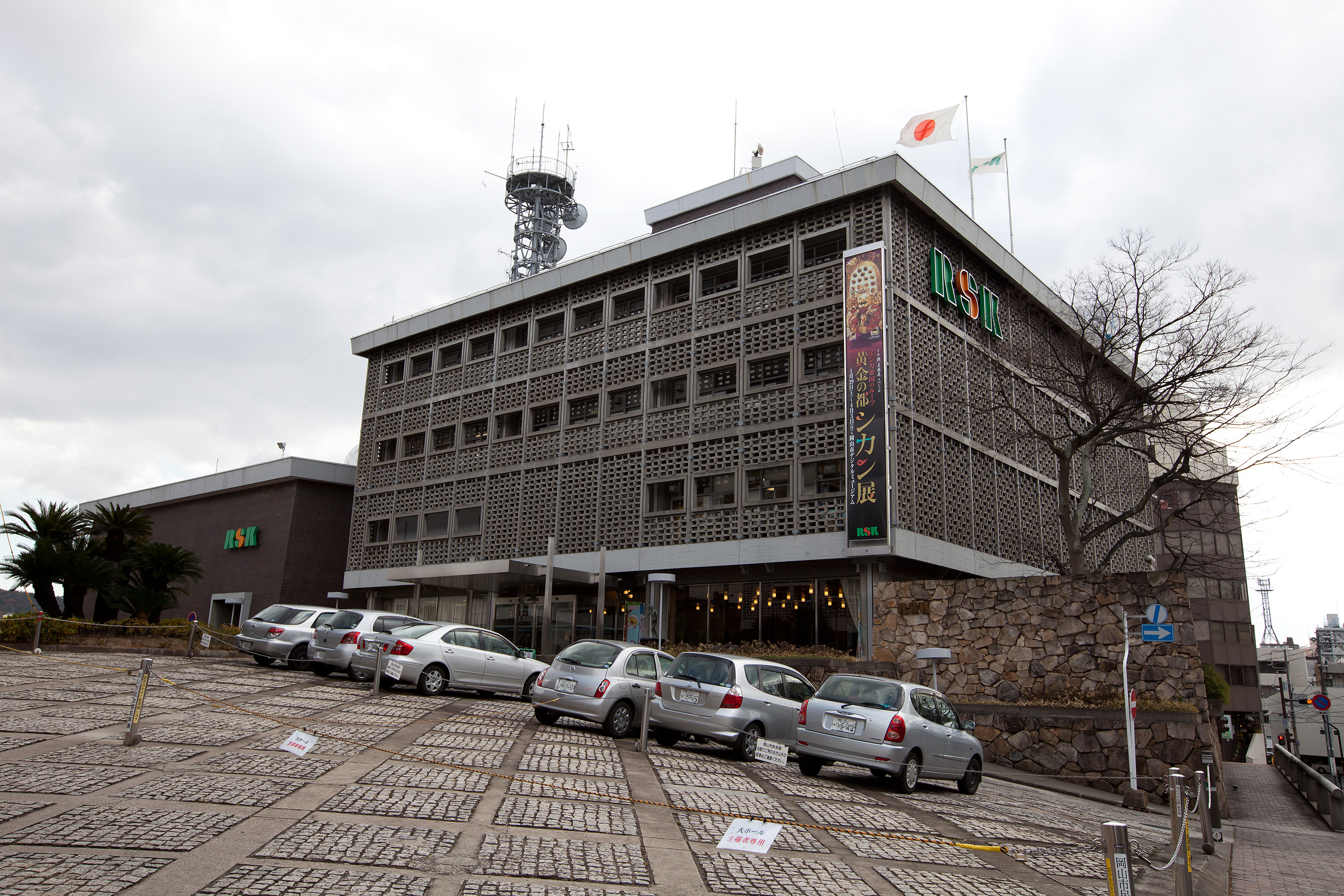
岡山映像ライブラリーセンター（旧本社）
岡山県岡山市北区丸の内2丁目1番3号 山陽放送會舘

※かつては名古屋と姫路にも支社を置いていた。
- 四国支社
- RSKおりーぶスタジオ
- 岡山映像ライブラリーセンター

### 四国支社
香川県における活動拠点として高松市中心部の中央通り沿いに四国支社を設けている。
東明ビルの1階と2階に入居していて、1階には中央通りに面したオープンスタジオ「RSKおりーぶスタジオ」があり、『イブニングDonDonさぬき（月曜→月曜・火曜→火曜→水曜→金曜→水曜）』→『RSKイブニング5時（水曜）』→『RSK4時なま（水曜）』→『ごじまる（水曜）』→『情報マルシェ 3時のおやつ（水曜）』→『情報ワイド あれスタ（水曜）』の生放送が行われていた。
四国支社は1964年（昭和39年）6月1日高松支局として開設、その後高松支社を経て四国支社となる。2007年（平成19年）5月28日にはそれまで入居していた高松市番町一丁目にある日本生命高松ビルの建て替えにより古新町の東明ビルへ移転し、オープンスタジオが設置された。
この移転によりスタジオも16:9HD対応となったが、本社までの伝送回線がハイビジョンに対応していなかったため 四国支社制作の番組は2008年（平成20年）10月まで16:9SDによる放送であった。また移転作業のため、2006年度より毎週1回高松から放送されていた『イブニングDonDonさぬき』は移転前1ヶ月間、スタジオではなく琴平町やゆめタウン高松などからの公開生放送を実施した。

### カイロ支局
前述にもあるとおり、かつてはエジプト・カイロに支局を設けており、エジプトを中心に周辺の中近東諸国も取材対象となっていた。当初はレバノンのベイルートに設けていたが情勢悪化で閉鎖、カイロに移した。
当時は自局のニュース、特に『RSKイブニングニュース』で中近東からのリポートが放送されることがあり、『RSKイブニング5時』のニュースコーナーで昼前の『JNNニュース』で放送された映像を使う際に必ず「カイロからRSK、○○記者の報告です」と付け加えていた。
現在の取締役会長である原憲一は湾岸戦争当時のカイロ支局長だった。
JNN海外支局再編の為、2012年3月をもって閉鎖された。

### RSKメディアコム

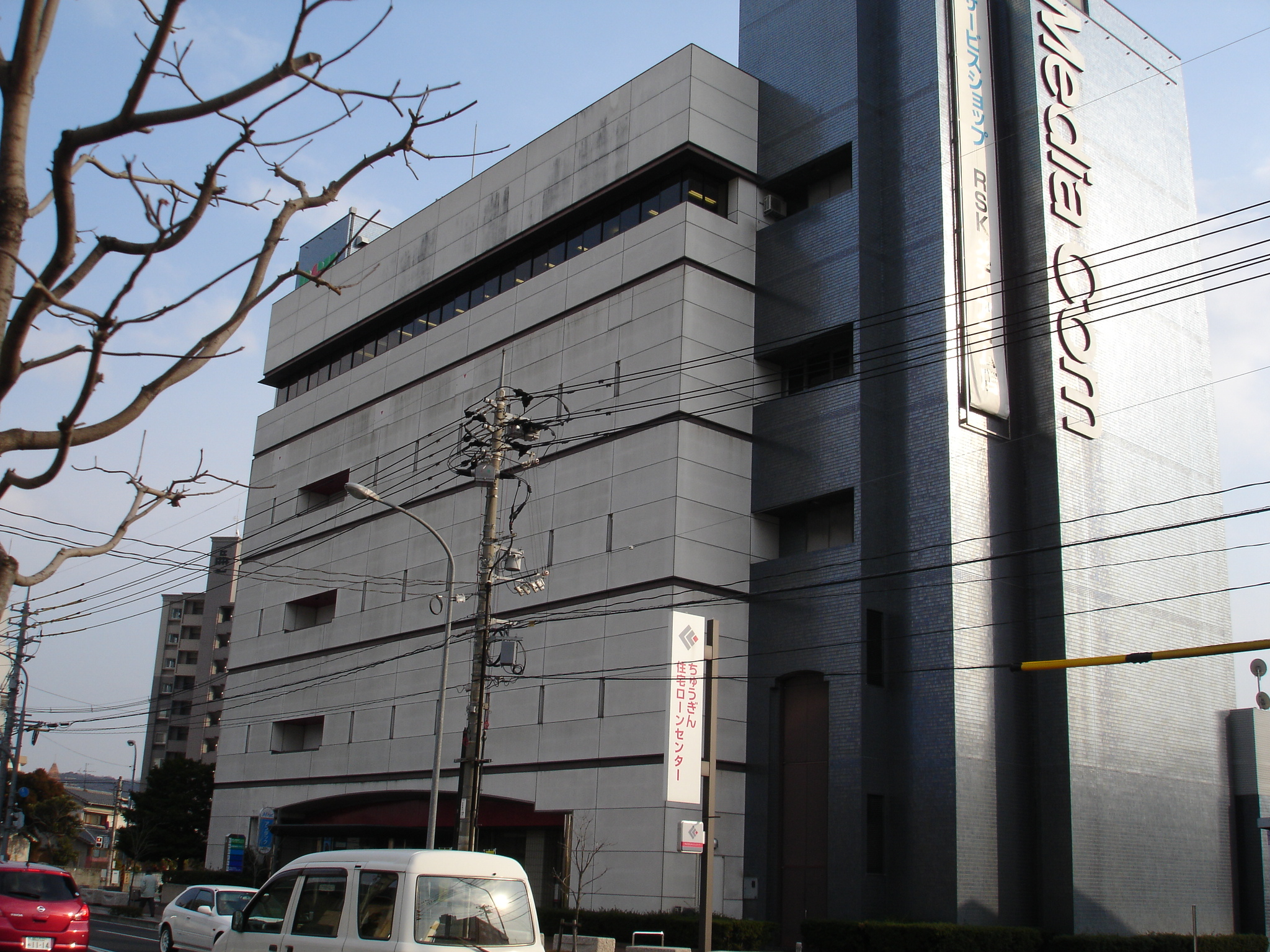
RSKメディアコム

岡山市中区浜に建てられていた山陽放送が所有していた貸しオフィスビルで、当初は関連会社等が入居していた。その後は4階以上にRSKの映像ライブラリーが入り、2009年（平成21年）4月からは岡山市の政令指定都市移行時に同施設の1 - 3階に中区役所として暫定利用されていた。その後土地建物は岡山市に買収され、映像ライブラリーは2015年（平成27年）4月に岡山市北区丸ノ内のRSK第2ビルに「岡山映像ライブラリーセンター」として移転し、2016年（平成28年）12月に同敷地内にて区役所新庁舎が完成した後は旧庁舎は閉鎖された（建物は取り壊されて区役所の平面駐車場となっている）。
なお、先述の通り、2023年（令和5年）4月にラジオ局が旧社屋からRSKイノベイティブ・メディアセンターに移転しており、岡山映像ライブラリーセンターがRSK第2ビルから旧社屋へ同年4月29日に移転した。

## 歴史
- 1953年（昭和28年）

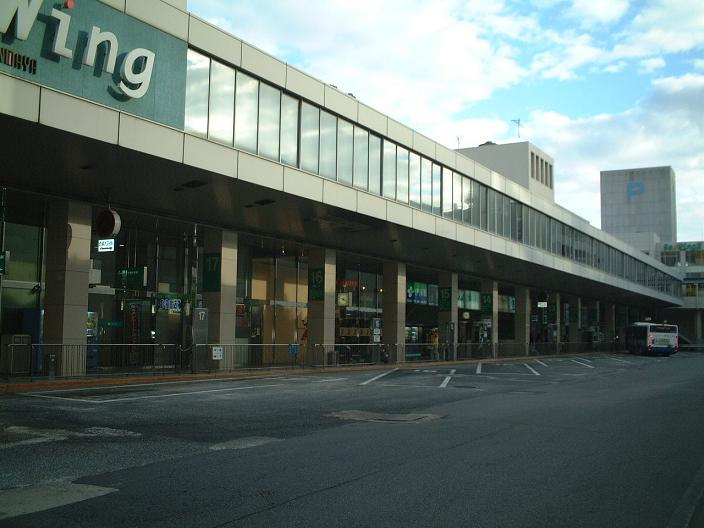
天満屋バスステーション
かつて、ここの敷地に山陽放送本社（1953年9月 - 1962年4月）があった。（2005年10月）

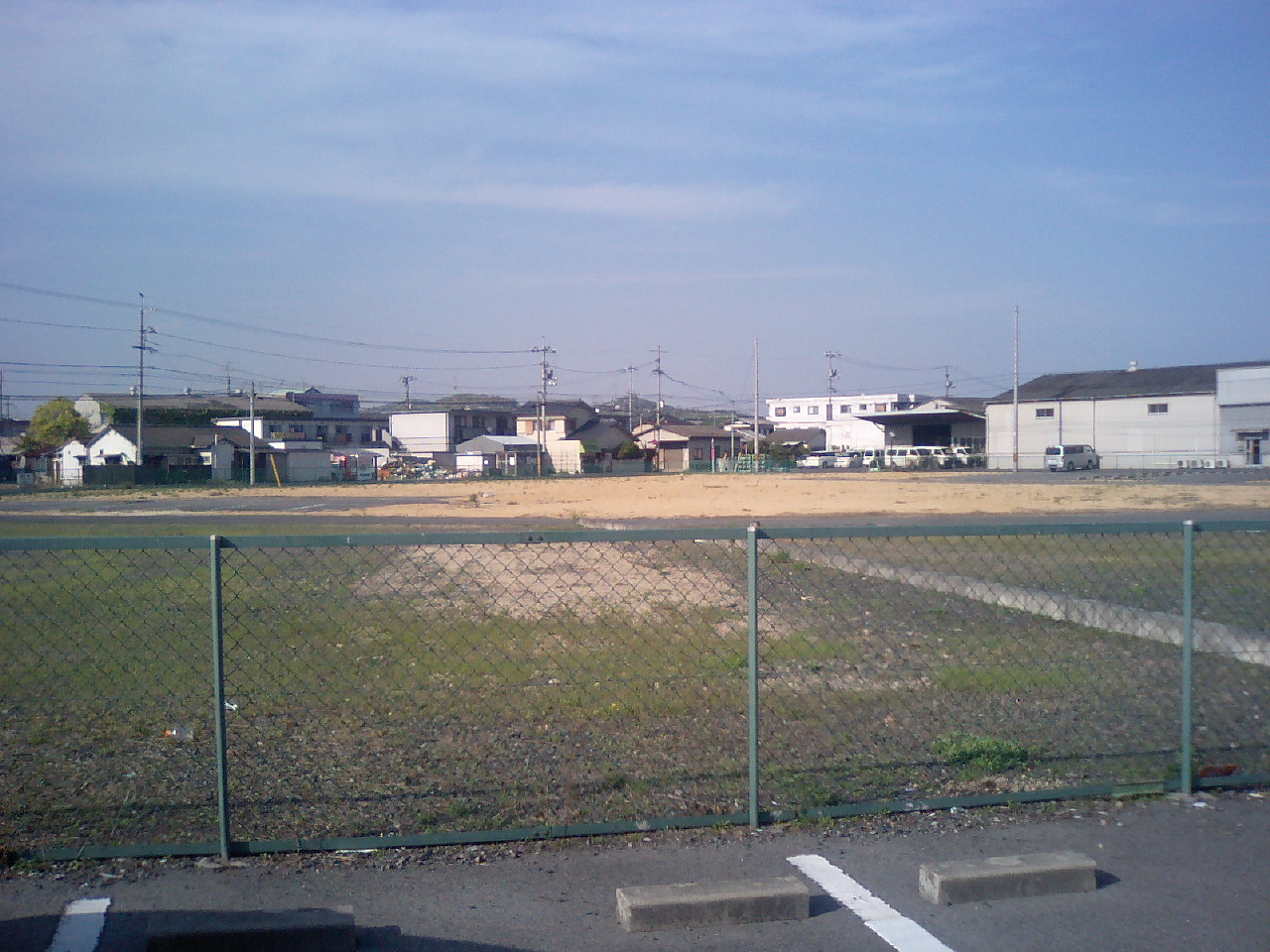
RSK浜野ラジオ送信所跡
民放初の社宅もこの敷地内にあった。
（2007年4月）

  - 4月1日 - 岡山県・岡山市・山陽新聞社・天満屋・倉敷レイヨン（現在のクラレ）・倉敷紡績などの出資で会社設立。
    - 本社は岡山市丸の内の中國銀行本店3階に置かれた。

  - 9月15日 - サービス放送開始[注 10]。
  - 10月1日 - 全国21番目（ラジオ香川（現・西日本放送（RNC））、ラジオ南海（現・南海放送（RNB））、ラジオ熊本（現・熊本放送（RKK））、ラジオ大分（現・大分放送（OBS））と同日）にラジオ（コールサイン：JOYR、呼出名称：ラジオさんよう、愛称：ラジオ山陽）開局。
    - 開局に伴い、岡山市東中山下（現在の岡山市北区表町二丁目）の天満屋西別館[注 11] 3・4階[注 12] に演奏所を設け、本社もここへ移転した。
    - 岡山市浜野字野田（現在の岡山市南区浜野四丁目）に送信所が設置され、周波数1280kc、出力昼間1kW・夜間500W（1956年（昭和31年）10月1日からは終日1kWに）[注 13]。

  - 10月27日 - テレビ放送局の免許申請。
- 1954年（昭和29年）9月1日 - 浜野ラジオ送信所が、ラジオ送信所としては全国初の完全無人化[注 14]。本社からの遠隔操作に。
- 1955年（昭和30年）10月1日 - 津山ラジオ放送局（コールサインJOYO、周波数800kc）開局。
- 1957年（昭和32年）8月12日 - 新見ラジオ放送局（コールサインJOYE、周波数1060kc）開局。
- 1958年（昭和33年）
  - 6月1日 - アナログテレビジョン放送の本放送開始（全国7番目。中四国では初の民放テレビジョン放送）。
    - コールサイン：JOYR-TV、11ch、呼出名称：ラジオさんようテレビジョン、愛称：ラジオ山陽テレビ、送信所は金甲山（岡山市郡字甲の峰）に設置された[注 15]。
    - 開局当初は、全体の80%がネット受け番組[注 16] で、残り20%はほとんどが番組購入で占められていた。
- 1959年（昭和34年）
  - 8月1日 - この日発足したJNNに加盟、正式にKRT（現・TBSテレビ）系列となる。
  - 10月1日 - 岡山ラジオ放送局の増力（出力1kW→3 kW）と周波数の変更（1280kc→1260kc）が行われる。
  - 10月29日 - この日をもって、日本テレビ制作のネット番組の大半が終了する。
    - 前年8月中旬に日本テレビからネット番組の終了通告が行われて、順次番組が終了していた。
ただし、香川県へのエリア拡大まで、全国ネット番組や広島テレビ（HTV）制作のブロックネット番組については一部放送された。
- 1960年（昭和35年）4月5日 - 岡山ラジオ放送局の周波数が1260kc→1420kcに再度変更。
- 1961年（昭和36年）
  - 7月1日 - 笠岡ラジオ放送局開局。
    - 親局完全同期・精密同一周波数実用化実験局。コールサインJO5A、周波数1420kc。

  - 9月1日 - 愛称を「ラジオ山陽」から社名と同じ「山陽放送」に統一。
- 1962年（昭和37年）
  - 5月1日 - 岡山市北区丸の内2-1-3の旧岡山市立図書館跡地に新本社（山陽放送會舘、現・RSKホールディングス本社）が落成、この日から全部の業務が新本社へ移転。
    - 岡山市内3か所に分散していた本社機能が集約され、金甲山送信所にあったテレビマスターも移転（同時に金甲山送信所の無人化を実施）した[注 17]。

  - 5月8日 - ラジオ呼出名称を「ラジオさんよう」から「さんようほうそう」、テレビ呼出名称を「ラジオさんようテレビジョン」から「さんようほうそうテレビジョン」にそれぞれ変更。
  - 10月1日 - 岡山ラジオ放送局の出力が3kW→5kWに増力。
- 1963年（昭和38年）12月4日 - 津山ラジオ放送局の周波数が800kc→1060kcに変更。岡山県北部のラジオ放送局の周波数が統一。
- 1964年（昭和39年）6月1日 - 香川県での活動拠点として高松市に高松支局（その後高松支社→現在の四国支社）を開設。
- 1965年（昭和40年）
  - 5月2日 - ラジオ放送のネットとして、この日発足したJRNに加盟。
  - 7月1日 - 笠岡ラジオ放送局、実用化試験局から標準放送局に変更。
- 1966年（昭和41年）
  - 1月31日 - テレビジョンのカラー試験放送を開始[19]。
  - 4月1日 - 電電公社の高規格マイクロ回線（カラー回線）運用開始に合わせて、テレビジョンのカラー本放送開始[20]。開始記念番組として、スタジオカラーカメラ[注 18]を使ったスタジオ番組『RSKカラーショー』を放送[20]。
- 1967年（昭和42年）10月1日 - EDPS稼動開始民放初のトータルシステム処理を主体に運用[23]。
- 1968年（昭和43年）
  - 3月1日 - 名古屋・姫路・高松・津山各支局を支社に改称[24]。
  - 4月1日 - 創立15周年。ラジオの岡山局・笠岡局、周波数を1420kc→1490kcに変更。
  - 9月30日 - この日、TBSが『JNNニュースコープ』を始めとするニュース番組をカラー化した[25]のに併せ、自社でのカラーフィルムによる報道取材とローカルニュースのカラー放送を開始[26]。
- 1970年（昭和45年）3月1日 - 岡山ラジオ放送局を都窪郡吉備町撫川（現在の岡山市北区撫川）の吉備ラジオ送信所（現在地）に移転。この日から新しい送信所からの放送を開始。
- 1971年（昭和46年）10月 - 日本の民放テレビ局で初となる夕方のローカルワイドニュース番組『山陽TVイブニングニュース』が放送開始。
- 1972年（昭和47年） - 山陽新幹線岡山開業にあわせ新装された岡山駅に芸術家岡本太郎のレリーフ「躍進」を設置。国鉄への寄贈ではなく「山陽放送の広告」という形であった。以降岡山駅の待ち合わせ場所として親しまれる。
- 1973年（昭和48年）
  - 4月1日 - 創立20周年を機にCI導入。局ロゴ（現在のもの）と社名ロゴを制定（それまでは、円の中に“S”を電波の形にデザインしたものをあしらい、電波の中に“RSK”を配していた）。
  - 10月1日 - 備前ラジオ放送局（周波数1490kHz）開局。
  - 12月1日 - JNNの要請で、レバノンのベイルートに支局を開設。
- 1974年（昭和49年）5月18日 - RSKバラ園が開園（子会社のアールエスケイランドが経営）
- 1976年（昭和51年）
  - 9月27日 - 山陽放送初のお天気カメラの運用を開始。（本社屋上）[27]
  - 11月1日 - レバノン内戦の激化でベイルート支局を閉鎖して、エジプトのカイロへ支局を開設[28]。
- 1977年（昭和52年）
  - 1月31日 - ラジオ24時間放送開始。
  - 10月1日 - 岡山本社と高松支社とのマイクロ回線が開通。同時にENGシステム導入[29]。
- 1978年（昭和53年）
  - 4月3日 - 高松支社屋上のお天気カメラ運用開始[30]。
  - 11月23日 - ラジオの岡山局・笠岡局・備前局の周波数を1490kHz→1494kHzに、津山局・新見局の周波数を1060kHz→1062kHzにそれぞれ変更。
- 1979年（昭和54年）
  - 4月1日 - 岡山県と香川県のテレビジョン放送の相互乗り入れ（岡山・香川両県の民放相互乗り入れ放送）開始。
  - 6月1日 - テレビ・ラジオ新APM運用開始[31]。
  - 12月6日 - 三井生命岡山ビル屋上のお天気カメラの運用を開始[31]。
- 1980年（昭和55年）
  - 2月1日 - 岡山県及び岡山・香川エリア初のテレビジョン音声多重放送を開始[26][32]。
  - 7月7日 - この日開局した真庭ラジオ放送局（現在の落合ラジオ放送局）と既存の津山局・新見局の周波数を1494kHzに統一。これによってラジオ全局同一周波数で放送開始（全国初）[33][34]。
- 1981年（昭和56年）
  - 6月1日 - 高松支社を四国支社に改組[35]。
  - 6月8日 - 四国支社を日本生命高松ビル1・2階に移転。同時にテレビ・ラジオのサテライトスタジオを開設[35]。
  - 6月12日 - 四国支社催事場「RSK高松プラザ」オープン[36]
- 1982年（昭和57年） 10月1日 - 高梁ラジオ放送局（周波数1494kHz）開局。
- 1983年（昭和58年）
  - 3月9日 - RSKメディアコムがオープン。
  - 4月1日 - テレビ呼出名称を「さんようほうテレビジョン」から「さんようほうそうおかやまテレビジョン」に変更。
- 1985年（昭和60年）3月27日 - 高松テレビ中継局開局。香川県に設置した最初のテレビ中継局。
- 1987年（昭和62年）10月1日 - 岡山ラジオ放送局の出力を5kW→10kWに増力。
- 1992年（平成4年）10月5日 - ラジオ岡山局・高梁局でAMステレオ放送スタート（全国で11局目）。
- 1997年（平成9年）
  - 10月1日 - ラジオのNRNに加盟[37]。これに伴い「オールナイトニッポン」などNRN番組の放送を開始。またプロ野球ナイター中継も連日JRNナイターを放送していたのを、火曜・土曜・日曜のみに改め、水曜 -　金曜は他のNRN加盟局と同様にNRNナイター（キー局はニッポン放送）に切り替えるといったクロスネット局と同じ編成になった[注 19]。
  - 12月5日 - 一連の豊島報道で山陽放送報道部が中坊公平弁護士とともに第45回菊池寛賞を受賞（地方局の受賞は初）。
- 2001年（平成13年）4月9日 - アナログ・データ多重放送（ビットキャスト方式）「RSKデータパレード」サービス開始。
  - アナログ・データ多重放送は中四国以西の放送局では初。
- 2004年（平成16年）4月 - RSK放送ライブラリーセンターをRSKメディアコム3階に設置。
- 2005年（平成17年）
  - 3月28日 - 長年にわたり放送してきた山陽TVイブニングニュースをRSKイブニングニュースに改題[注 20]。
  - 11月15日 - 総務省より、地上デジタル放送の予備免許が交付される。
  - 12月31日 -「RSKデータパレード」サービス終了。
- 2006年（平成18年）
  - 2月1日 - 地上デジタル放送対応のアナログ・デジタル統合マスターに更新（NEC製）。
  - 10月12日 - 地上デジタル放送の「映像の再生に必要な制御信号」を含めた試験用動画の試験放送を開始。
  - 10月16日 - 地上デジタルテレビのサイマル試験サービス放送開始。
  - 11月30日 - 総務省の中国総合通信局から、地上デジタル放送の本免許が交付される[注 21]。
  - 12月1日 - 地上デジタルテレビジョン放送開始。
    - 21chでリモコンキーIDは6、コールサインはJOYR-DTV。送信所は金甲山（岡山）と前田山（高松）。
- 2007年（平成19年）
  - 4月27日 - 地上デジタル放送で地上デジタルGガイドの独立データ放送を開始（地上デジタル268ch）[注 22]。
  - 5月28日 - 四国支社が高松市番町一丁目の日本生命高松ビルから、高松市古新町の東明ビルへ移転[注 23]。
- 2008年（平成20年）6月2日 - 岡山・香川地区のテレビ局で初の、地上デジタル放送のワンセグ独立放送[注 24] を実施。
- 2009年（平成21年）
  - 2月2日 - ラジオにおける緊急地震速報の運用を開始（岡山・香川地区の民放ラジオ局では初の運用開始）[注 25]。
  - 3月2日 - RSKメディアコム1 - 3階に岡山市中区役所が設置される[注 26]。
  - 4月1日 - ラジオにおけるニュース枠をそれまでの「山陽新聞ニュース」から「RSKラジオニュース」にリニューアル。
- 2011年（平成23年）
  - 3月21日 - 高梁ラジオ放送局でのAMステレオ放送を終了。
  - 3月28日 - 岡山ラジオ放送局でのAMステレオ放送を終了。これによりラジオのAMステレオ放送を全て終了。
  - 7月24日 - 正午をもってアナログテレビジョン放送を終了ののちに停波する。
- 2012年（平成24年）
  - 3月 - JNNの海外支局再編に伴い、カイロ支局を閉鎖。
  - 9月12日 - テレビ放送における新聞・テレビ情報誌の表記が「山陽テレビ」「山陽放送テレビ」から「RSKテレビ」、ラジオ放送における新聞表記が「山陽ラジオ」「山陽」から「RSKラジオ」「RSK」にそれぞれ変更される。
- 2014年（平成26年）
  - 3月 - RSKメディアコムの土地・建物を岡山市へ売却[38]。
  - 12月1日 - 岡山・香川地区のラジオ局で初めてIPサイマルラジオ「radiko」に参加。この日から岡山県内を配信エリアとして配信を開始。ちなみに音声はステレオでの配信であるが、他局制作の番組でモノラル音声で配信されている番組はradikoの音声もモノラル音声になり、この番組の番宣コマーシャルもモノラルになる[注 27]。同時に、radikoの有料配信サービス「radiko.jpプレミアム」による日本全国への配信も開始[39]。
- 2015年（平成27年）4月 - 岡山映像ライブラリーセンターを岡山市北区丸の内にオープン[40]。
- 2017年（平成29年）
  - 5月26日 - 岡山市より、市立岡山後楽館中学校・高等学校跡地（北区天神町）のプロポーザル方式による売却先として優先的に交渉する事業者に選定される[41]。山陽放送の計画では地上5階・地下1階の新社屋を建設し、約200人収容のホールやレストラン、広場などを併設するもの[41]。
  - 12月26日 - 総務省の中国総合通信局より、ラジオにおけるFM補完中継局（ワイドFM）「RSK岡山FM」の予備免許が交付される[42]。
- 2018年（平成30年）
  - 3月21日 - FM補完中継局「RSK岡山FM」が開局。周波数91.4 MHz、出力700W、金甲山に置局[42][43]。
  - 5月25日 - 認定放送持株会社に移行する計画であると発表、同日付で分割準備会社である「山陽放送分割準備」を資本金1,000万円で設立[44]。
  - 12月19日 - 岡山市北区天神町において新社屋「RSKイノベイティブ・メディアセンター」の建設工事に着手[45][46]。
- 2019年（平成31年）4月1日 - 放送法などの手続や総務大臣の認可などを経て、同日付で山陽放送の商号を「RSKホールディングス」に変更。全国で10社目、大都市圏以外の民放局では初めて放送持株会社体制へ移行[44]。また、分割準備会社である山陽放送分割準備に放送事業などを継承したうえで、「RSK山陽放送」（以下「新社」と略記）を発足、RSKホールディングスに新株を割り当てる形で1億円に増資。新社ではテレビ放送事業とラジオ放送事業を分割せず、従来のラ・テ兼営体制を継続する[44]。同時に社名ロゴを現在のものに変更。
- 2020年（令和2年）
  - 7月22日 - RSKイノベイティブ・メディアセンターが竣工[4]。
  - 10月12日 - RSKイノベイティブ・メディアセンター1階に設けられた多目的能楽堂ホール「能楽堂ホールtenjin9（てんじんナイン）」[注 28] に於いて、こけら落し上演を開催[13]。
- 2021年（令和3年）
  - 6月6日 - 本社とテレビマスター（東芝製）をRSKイノベイティブ・メディアセンターへ移転[12]。これに伴い旧本社は「丸の内オフィス」に転換されラジオ局とラジオマスターが残り、ラジオ放送は丸の内オフィスのスタジオをメインに一部の番組がイノベイティブ・メディアセンターのラジオスタジオを使用する形態へと移行[注 29]。RSKホールディングスも丸の内オフィスに残る。
- 2022年（令和4年）
  - 3月25日 - ラジオのポッドキャスト配信サービス「Podcast RSK」をAnchor Podcast、Apple Podcast、Spotify、Amazon Music、Google Podcastにおいてスタート。
- 2023年（令和5年）
  - 4月10日 - ラジオ局とラジオマスターをRSKイノベイティブ・メディアセンターへ移転、ラジオ放送も全面的にRSKイノベイティブ・メディアセンターからの放送に移行[16]。旧本社は、RSKホールディングスが本社としてそのまま利用するとともに、隣接するRSK第2ビルにある「岡山映像ライブラリーセンター」が移転する[17]。
  - 4月29日、旧本社へ移転した岡山映像ライブラリーセンターがこの日からオープン。

### 社史・記念誌関連
- 1956年（昭和31年） 『伸びゆくRSK』を発行（山陽放送株式会社・編、20ページ）。
- 1963年（昭和38年）10月1日『RSK十年小史』を発行（山陽放送株式会社・編、60ページ）。
- 1978年（昭和53年）4月 『山陽放送二十五年史』を発行（山陽放送株式会社・編、484ページ）[47][48]。
- 1993年（平成5年）4月 『山陽放送40年の歩み』を発行（134ページ）。
- 2003年（平成15年）4月 『山陽放送の50年 1953-2003』を発行（山陽放送50年史編集委員会・編集、185ページ）。

## アナウンサー・パーソナリティ・気象予報士

### アナウンサー
- RSK山陽放送のアナウンサーは、岡山・香川地区の放送局では西日本放送とともに人数が多いのが特徴である。
- 定年を迎えた元アナウンサー（男性の場合）や、地元のプロダクション（トーキング・アイやオフィス星野など）所属のアナウンサーやタレント（男性・女性問わず）を番組のパーソナリティやリポーターとして起用することが多い。かつては、関連会社の山陽放送サービス（現・RSKサービス）が主催する「RSKアナウンス塾」（現在は中止）出身者（女性の場合）を起用することが少なからずあった。
- アナウンサーの在籍年数は男性を中心に長いが、中堅クラスのアナウンサーが退職してフリーアナウンサー等に転向する人は比較的多い（鍋島昭茂、篠田和之、早田和泰など）。また、2010年代に入ってからは比較的短期（入社5年以内）で退社して他局への移籍やフリーに転向する傾向が目立つようになった。
- アナウンサーの新規採用を見合わせていた2021年から2023年にかけて、8人のアナウンサーが退社（田中愛と田中大貴はフリーアナウンサーに転向、田中愛はRSKのテレビ・ラジオに担当番組あり）している。このため、アナウンサーやパーソナリティの不足分を補充するべく下記の対策を取っている。
  - 他部署所属者のアナウンサー復帰（2021年より。小林章子・近藤季樹・榎崎朱子・米澤秀敏）
  - フリーアナウンサー転向後も岡山・香川を拠点に活動するOB・OGの活用（『あもーれ!マッタリーノ』への濱家輝雄のパーソナリティ起用。2022年4月 - 2023年3月は『ライブ5時 いまドキッ！』に中村恵美・遠藤寛子をメインMCとして起用していた[注 30]。）
- 春・秋を中心に「RSK夢フェスタ」と題した自社主催イベントでアナウンサーが集合してのイベントが開催されている。
- 他にもほぼ岡山県内で開催される祭り・イベントにも登場している。なお報道部所属のアナウンサーは定時ニュースや取材で参加できなかったり、途中参加・途中退席するので全員集合とまではいかない。2003年春の夢フェスタでは開局時からも含め歴代在籍していたアナウンサーが全員とまでは行かないながらも出演した。現在はラジオのみ会場から生中継されるが、かつてはテレビ・ラジオ同時放送を行なったこともある。
- アナウンサー出身以外の歴代アナウンス責任者として、梶正一（1953年の開局時の放送部長。東京大学大学院修了、元NHK。後に企画部長、常任監査役、山陽放送学術文化財団幹事を歴任）、中島正樹（1960年前後に制作報道部長。山陽新聞元ラジオ部長。後に山陽映画代表取締役社長）、服部正彦（1970年時点のアナウンス部長。後に企画局長（1982年時点）を歴任）等がいる。
- 近年のアナウンス部長経験者はラジオ部署の管理職で定年を迎える傾向が強い。
- 年号は入社年。RSKに出演する契約アナウンサーやパーソナリティ、タレントは後述のパーソナリティを参照。

#### 現在
2024年6月現在。特記人物以外は報道制作局アナウンス部に所属。
| 氏名       | 入社年 | 備考                                                            |
| 男性       | 男性   | 男性                                                            |
| ---------- | ------ | --------------------------------------------------------------- |
| 近藤季樹   | 1991年 | ラジオ局ラジオ制作部長。2022年10月よりアナウンサーとして復帰    |
| 国司憲一郎 | 1995年 | アナウンス部長                                                  |
| 高畑誠     | 1996年 | 報道制作局報道部主査、気象予報士                                |
| 米澤秀敏   | 1996年 | 報道制作局報道部主査。2024年4月よりアナウンサーとして再び復帰   |
| 坂俊介     | 2002年 | ラジオ局ラジオ制作部主査                                        |
| 宮武将吾   | 2006年 | 報道制作局報道部記者                                            |
| 竹内大樹   | 2013年 |                                                                 |
| 坂井亮太   | 2019年 |                                                                 |
| 柏野仁弥   | 2024年 | 元鹿児島放送（KKB）アナウンサー                                 |
| 甲野良輔   | 2024年 |                                                                 |
| 女性       |        |                                                                 |
| 榎崎朱子   | 1990年 | ラジオ局ラジオ制作部所属。2023年4月よりアナウンサーとして復帰。 |
| 奥富亮子   | 1990年 | 報道制作局長代理                                                |
| 小林章子   | 1997年 | 報道制作局テレビ制作部所属。2021年3月よりアナウンサーとして復帰 |
| 岡田美奈子 | 2017年 |                                                                 |
| 千神彩花   | 2017年 | 防災士                                                          |
| 杉澤眞優   | 2018年 |                                                                 |
| 新田真子   | 2020年 |                                                                 |
| 前田唯     | 2024年 |                                                                 |

### 異動・退職
後述のパーソナリティと一部重複あり。※：元アナウンス部長、●：故人。
- 1953年
  - 小野馥※●（2022年6月14日死去[50]）
  - 小川康子
  - 永野孜●
  - 西本功※（第一声）
  - 松浦淑恵（NHK岡山放送劇団を経て入社。- 1956年4月。後にラジオ東京編成局嘱託アナウンサー→ラジオ東京放劇団[51][52]）
  - 柳井美和

以上6名はRSKのラジオ放送開始前に有楽町の毎日新聞東京本社新館内のラジオ東京で研修を受けた。当時の講師は中村要輔、坂本荘、吉田謙司、小坂秀二、大塚矩男、渡辺仁三（全員NHK出身の当時のラジオ東京アナウンサー）。

#### 男性
- 1954年
  - 宮本孝也※（1963年にアナウンス部長就任。後に報道部長（1966年時点）、秘書室長（1970年・1975年時点）、報道制作局長（1981年 - 1985年以降）を歴任）
- 1959年
  - 安田了三※（1985年よりアナウンス部長。1997年定年退職）
- 1963年
  - 森脇瀅司※（1993年時点でアナウンス部長。2000年定年退職）
- 1964年
  - 山県章宏（ - 2002年定年退職）
- 1966年
  - 井上凱文※（後にラジオ局長を経て、2004年定年退職）
- 1967年
  - 松嶋信之（ - 2005年定年退職）
- 1968年
  - 銅谷志朗●（ - 1971年。後に地元局のテレビ朝日→フリー。2018年10月29日死去[53][54]）
- 1970年
  - 鈴木俊光（ - 1971年9月。後に東北放送）
  - 原憲一（後にJNNカイロ支局長や報道制作局長、代表取締役社長、代表取締役会長兼社長などを経て、現在は取締役会長）
- 1971年
  - 岩根宏行（後に制作部や報道部を経て、2008年定年退職、現在は岡山市内で「アンクル岩根のギャラリー」を運営）
- 1972年
  - 浜家輝雄※（後にラジオセンター長を経て、2008年定年退職)
- 1974年
  - 曽根英二（後にJNNカイロ支局長等を歴任）
  - 中尾俊直※（後にラジオ放送部長やラジオセンター参与）
- 1976年
  - 羽川英樹（ - 1977年。後に地元局のよみうりテレビ）
- 1977年
  - 滝沢忠孝※（後にラジオセンター制作担当部長、同センターラジオ制作部長を経て、2015年定年退職）
- 1978年
  - 太田雅仁（後に人事部人事部長を経て、2015年定年退職）
- 1981年
  - 石田好伸（後に報道制作局アナウンス部長、ラジオ推進室長、執行役員四国支社長、執行役員アナウンス室長を歴任。定年後も報道制作局アナウンス部エグゼクティブアドバイザー（嘱託社員）としての活動を経て、2024年3月に退職）
- 1988年
  - 鍋島昭茂
- 1989年
  - 早田和泰●（ - 2006年。→フリー（昭和プロダクション所属）、2024年11月30日死去[55]）
  - 安田敬一郎（ - 1996年。→WOWOW）
- 1990年
  - 横須賀伸一（ - 2002年。→沖縄移住）
- 1993年
  - 篠田和之
- 1997年
  - 武田博志[注 38]
- 2007年
  - 清水春樹（ - 2016年。→地元局の山形テレビ）
- 2009年
  - 荻田幸稔（他部署）
- 2015年
  - 津田健太（ - 2016年。→リクルート）
- 2017年 
  - 波佐間崇晃（ - 2018年。元鹿児島読売テレビ →フリー、→サガテレビ）
- 2018年
  - 田中大貴（ - 2021年3月。→フリー）
- 2019年
  - 伊藤正弘（ - 2022年9月）
- 江種久志（現在は業務局メディア開発部所属）
- 島田博（後にメディア企画部長、報道制作局次長・メディア企画部長、技術局長、執行役員技術局長、上席執行役員技術局長を歴任）
- 玉木邦夫
- 山田和男※（ラジオ関西に1958年入局し、後年移籍。1991年時点でアナウンス部長）

#### 女性
- 1965年
  - 森くに江（ - 2003年定年退職）
- 1972年
  - 横田真理子
- 1982年
  - 三津橋律子（大学2年次の1979年にNHK岡山放送局の「夕べのひととき」金曜担当。RSK在籍中は「歌のない歌謡曲」「フレッシュモーニング｣「土曜ジャンボ」「おはよう930」等を担当）
- 1985年
  - 末田倫子
- 1986年
  - 田淵泰子（ - 1992年）
- 1987年
  - 吉岡桂子（ - 1989年10月。→朝日新聞社）
- 1988年
  - 井口京子
  - 竹井由美（ - 1999年）
  - 平松由美（ - 1994年?。後にテレビ神奈川）
- 1989年
  - 柴床伴子
  - 本田祐美（ - 2008年）
- 1990年
  - 久保佳代
  - 沼田靖子（ - 1995年。後にTOKYO MX等）
- 1991年
  - 江草聡美（旧姓：竹中、現在はバイトマーク代表、シニア野菜ソムリエ、フリーアナウンサー）
  - 流王満美子（後にテレビ朝日系「ジャングルブック 」海外プロデューサー、毎日放送 「世界ウルルン滞在記 」他の海外プロデューサー）
- 1993年
  - 遠藤寛子
  - 大橋里美（ - 2003年）
- 1994年
  - 石川治子
  - 左尾恵子（ - 2000年。→現：小田恵子）
- 1995年
  - 伊藤奈美
  - 花村恭子
  - 渡邊ありさ（旧姓：笹岡）
- 1996年
  - 西田多江
  - 森下真由美（ - 2001年）
  - 坤徳ひとみ（ - 2005年）
- 1997年
  - 阪上彰子 ◯
  - 中村恵美（ - 2000年9月）
- 2002年
  - 小沢典子[注 39][注 40]（→岐阜放送 。元中国放送リポーター→NHK山口放送局契約）
- 2005年
  - 今脇聡子（ - 2009年）
  - 守口香織（ - 2019年6月。2006年より数年は報道部）
- 2006年
  - 辻文香（ - 2011年）
- 2009年
  - 大寺かおり（ - 2016年）
- 2012年
  - 小尾渚沙（ - 2015年、文化放送→三桂所属）
- 2013年
  - 田中愛（ - 2021年7月。→フリー）
- 2014年
  - 小松千絵（ - 2019年3月。→山梨放送）
  - 田村真梨（ - 2016年3月、営業局営業部→報道局報道部を経て退職）
- 2016年
  - 川又智菜美（ - 2017年）
  - 平野佑芽（ - 2018年）
  - 廣瀬麗奈（ - 2022年）
- 2018年
  - 武田彩佳（ - 2023年3月）
- 2019年
  - 矢野七絵（ - 2021年5月）
- 2020年
  - 谷口笑子（ - 2023年3月）
  - 中屋藍（ - 2023年12月）
- 新井和子
- 荒木美佐子（滝沢忠孝の妻）
- 石川楊子●（元生田教室主宰[49][56]）
- 岩佐志津
- 宇治郷公子
- 上山みさ子
- 臼井宏枝
- 柏野美也子
- 川上由香
- 木島京子（退社後は圭三プロダクションに所属したが、2023年時点では公式サイトからは削除されている）
- 黒川博子
- 下村峰子
- 関本玲子
- 垂井佳子
- 田岡正子
- 内藤智美
- 中山美保
- 新堀祥子
- 東川都
- 平井美奈子
- 藤本典子
- 淵本文枝
- 山下真規恵
- 横山陽子

### アノンシスト賞受賞歴
- 第1回（1975年度）テレビ「CM」部門優秀賞（宇治郷公子）、ラジオ「CM」部門優秀賞（井上凱文）
- 第2回（1976年度）テレビ「番組」部門優秀賞（井上凱文）、「CM」部門優秀賞（岩佐志津）、ラジオ「CM」部門優秀賞（井上凱文）
- 第3回（1977年度）テレビ「CM」部門最優秀賞（井上凱文）、ラジオ「番組」部門優秀賞（井上凱文）、「CM」部門優秀賞（浜家輝雄）
- 第4回（1978年度）テレビ「CM」部門優秀賞（下村峰子）
- 第5回（1979年度）テレビ「番組」部門優秀賞（松嶋信之）、ラジオ「番組」部門優秀賞（浜家輝雄・新堀祥子）
- 第6回（1980年度）テレビ「番組」部門優秀賞（岩根宏行）
- 第7回（1981年度）テレビ「番組」部門優秀賞（岩根宏行）、ラジオ「CM」部門優秀賞（太田雅仁・田岡正子）
- 第8回（1982年度）テレビ「CM」部門優秀賞（滝沢忠孝）
- 第9回（1983年度）テレビ「番組」部門優秀賞（浜家輝雄）、「CM」部門優秀賞（垂井佳子）
- 第10回（1984年度）テレビ「CM」部門優秀賞（垂井佳子）、ラジオ「CM」部門優秀賞（石田好伸）
- 第11回（1985年度）テレビ「番組」部門優秀賞（滝沢忠孝・上山みさ子）、「CM」部門優秀賞（垂井佳子）
- 第12回（1986年度）テレビ「番組」部門優秀賞（松嶋信之）、「CM」部門優秀賞（黒川博子）、ラジオ「番組」部門優秀賞（井上凱文）
- 第14回（1988年度）テレビ「番組」部門優秀賞（石田好伸）、ラジオ「番組」部門優秀賞（森脇瀅司）、「CM・ラジオショッピング番組」部門最優秀賞（中尾俊直）
- 第15回（1989年度）ラジオ「番組」部門優秀賞（岩根宏行・平松由美）
- 第16回（1990年度）テレビ「番組」部門優秀賞（川上由香）、ラジオ「番組」部門優秀賞（滝沢忠孝）
- 第17回（1991年度）ラジオ「番組」部門優秀賞（浜家輝雄）、「CM」部門優秀賞（井上凱文）
- 第18回（1992年度）テレビ「CM」部門最優秀賞（流王満美子）
- 第19回（1993年度）テレビ「CM」部門優秀賞（新井伸子）
- 第21回（1995年度）テレビ「番組」部門優秀賞（松嶋信之）、「CM」部門優秀賞（左尾恵子）、ラジオ「CM」部門優秀賞（早田和泰・近藤季樹・竹中聡美・遠藤寛子・篠田和之）、称楊（山陽放送アナウンス部）
- 第22回（1996年度）テレビ「番組」部門優秀賞（早田和泰）
- 第23回（1997年度）ラジオ「CM」部門優秀賞（大橋里美・高畑誠・米沢秀敏）、称楊（松嶋信之）
- 第24回（1998年度）テレビ「番組」部門優秀賞（森下真由美）、ラジオ「番組」部門最優秀賞（井上凱文・本田祐美）
- 第25回（1999年度）ラジオ「読み・ナレーション」部門優秀賞（松嶋信之）
- 第27回（2001年度）ラジオ「読み・ナレーション」部門優秀賞（浜家輝雄）
- 第28回（2002年度）テレビ「読み・ナレーション」部門優秀賞（浜家輝雄）、ラジオ「フリートーク」部門最優秀賞（井上凱文）
- 第29回（2003年度）テレビ「フリートーク」部門優秀賞（小林章子）、ラジオ「フリートーク」部門優秀賞（浜家輝雄）
- 第30回（2004年度）テレビ「読み・ナレーション」部門優秀賞（石田好伸）、活動部門賞（滝沢忠孝）
- 第32回（2006年度）テレビ「フリートーク」部門優秀賞（今脇聡子）、ラジオ「フリートーク」部門優秀賞（滝沢忠孝）
- 第34回（2008年度） CM部門賞（清水春樹・奥富亮子・石田好伸）
- 第36回（2010年度）テレビ「読み・ナレーション」部門優秀賞・山陽放送審議員賞（国司憲一郎）、CM部門賞（小林章子）
- 第38回（2012年度）ラジオ「フリートーク」部門優秀賞（国司憲一郎）
- 第41回（2015年度）テレビ「読み・ナレーション」部門優秀賞（石田好伸）
- 第42回（2016年度）テレビ「読み・ナレーション」部門優秀賞（石田好伸）
- 第43回（2017年度）ラジオ「フリートーク」部門最優秀賞（石田好伸）
- 第48回（2022年度）テレビ「スポーツ実況」部門優秀賞（宮武将吾）、CM部門賞（石田好伸・奥富亮子・国司憲一郎）

### パーソナリティ
2024年4月現在でRSKテレビ・RSKラジオに出演しているパーソナリティのみ掲載で、記載順序は男性・女性ともに年齢順。元RSKアナウンサーについては入社年も記載、それ以外の放送局の元アナウンサーについては入社年をかっこ付きで記載。
| 氏名     | 入社年     | 備考                                                                         |
| 男性     | 男性       | 男性                                                                         |
| -------- | ---------- | ---------------------------------------------------------------------------- |
| 濱家輝雄 | 1972年     | 倉敷芸術科学大学客員教授。RSK時代は『浜家輝雄』名義で出演。                  |
| 中尾俊直 | 1974年     |                                                                              |
| 滝沢忠孝 | 1977年     |                                                                              |
| 多賀公人 | （1988年） | 元瀬戸内海放送（KSB）アナウンサー                                            |
| 相田翔吾 | -          | オフィス星野取締役社長でタレント・イベントプロデューサー                     |
| 坂本大輔 | -          | オフィス星野所属で愛称は『さかだい』                                         |
| 女性     |            |                                                                              |
| 淵本文枝 | 1991年?    | 2013年1月よりラジオカー『ラジまる』の金曜リポーターを担当                    |
| 遠藤寛子 | 1993年     | 倉敷芸術科学大学非常勤講師で朗読グループ『おはなしのWA♪』代表                |
| 中村恵美 | 1997年     | 朗読グループ『おはなしのWA♪』メンバー                                        |
| 畠山洋子 | -          | RSKラジオニュースの金曜・土曜・日曜の午前を担当                              |
| 安井優子 | -          | RSKアナウンス塾出身                                                          |
| 渡壁恵子 | -          | トーキング・アイ所属。ラジオカー『ラジまる』の水曜・木曜のリポーターを担当。 |
| 田中愛   | 2013年     |                                                                              |
| 難波紗也 | -          | 2017年より笑味ちゃん天気予報レポーター                                       |
| 古米沙世 | -          | 2018年より笑味ちゃん天気予報レポーター                                       |

### 気象予報士
2021年9月までは気象予報士でもある高畑誠アナが担当していたが、2021年10月からウエザーマップ所属の気象予報士が気象キャスターとして出演している。
- 宮本大句見（2025年4月～）
- 佐藤俊和（2021年10月～2025年3月担当）

## 所属アスリート
地元（岡山県）出身のアスリートへの支援を通して社会貢献を取り組む目的で、2018年（平成30年）より女子ゴルファーのサポートを行っている。かつて所属した渋野日向子が全英女子オープンに出場した際には、マネージャーとして派遣した自局社員が青いアフロのかつらをかぶっていたことから、海外のメディアから注目を浴びた。
所属選手
- 小橋絵利子（2018年 - ）

過去の所属選手
- 渋野日向子（2019年、2020年からサントリーと契約、サントリー契約後も渋野の個人スポンサーとしてサポート）

## グループ会社
- RSKプロビジョン[注 42]
- RSKサービス（RSKバラ園およびRSKハウジングプラザを管理）